# Волынская областная премия имени Агатангела Крымского
Волынская областная литературно-художественная премия им. Агатангела Крымского учреждена в 1992 году по инициативе Волынской областной организации НСПУ.

## Номинации
Присуждается за достижения в области художественной литературы (поэзия, проза, драматургия, переводы), документальной и научно-критической литературы (эстетика, литературоведение, искусствоведение, критика, мемуары, биографии, публицистика, журналистика), театральной режиссуры, актёрских работ.

## Положение
Возраст претендентов не ограничен. Материалы принимаются до 1 июня, награждение лауреатов — 1 октября. Необходимые материалы: творческая работа в 3 экземплярах, представления, творческая характеристика автора и информация об организации, которая выдвигает кандидата. Материалы направляются в адрес Волынской областной государственной администрации: Луцк, Киевский майдан, 9, Облгосадминистрация.

## Лауреаты
1992 г. — Струцюк Иосиф Георгиевич — писатель;
1993 г. — Архиерейский хор Свято-Троицкого кафедрального собора м. Луцкая «Оранта» (руководитель Василий Мойсиюк); Рысак Александр Афанасьевич — литературовед;
1994 г. — Грушко Евгений Леонидович — публицист; Корзонюк Николай Николаевич — фольклорист-краевед, собиратель и исследователь устного народного творчества; Пучковський Леон Каленович — краевед-любитель, исследователь истории Волынского края; Ревуха Виктор Семенович — писатель переводчик;
1995 г. — Киричук Михаил Григорьевич — историк; Лазарук Виктор Антонович — писатель;
1996 г. — Слапчук Василий Дмитриевич — поэт, прозаик;
1997 г. Комарук Зоя Васильевна — солистка-вокалистка Волынской областной филармонии; Ковальчук Леся Григорьевна— заместитель директора, учитель-методист украинского языка и литературы Жидичинской средней школы Киверцовского района;
1998 г. — Полятыкин Николай Андреевич — балетмейстер Заслуженного самодеятельного народного ансамбля песни и танца « Колос»;
1999 г. — Чернецкий Иван Иванович-писатель;
2001 г. — Гуменюк Надежда Павловна — поэтесса; Мах Петр Петрович — писатель;
2002 г. — Гей Василий Степанович — писатель;
2003 г. — Пронько Михаил Григорьевич — писатель; Пуц Исаак. — актёр Волынского областного музыкально-драматического театра имени Тараса Шевченко;
2004 г. — Криштальский Елена Васильевна — писательница;
2005 г. — Боярчук Петр Оксентійович — писатель, журналист, Федченко Надежда Васильевна — актриса, заслуженная артистка Украины;
2006 г. — Елена Бирюлина, Андрей Бондарчук, Валерий Шевчук, авторский коллектив (за значительный вклад в исследования жизни и творчества поэта, общественного деятеля Даниила Братковского, первый перевод на украинский язык фототипичного издания полного собрания его сочинений «Мир, по частям рассмотрен»);
2007 г. — Лис Володимир Савович — писатель, журналист (за издание романа «Камень посреди сада» (2005 г.), многолетнюю плодотворную работу на ниве литературы и журналистики);
2008 г. — Корсак Иван Феодосеевич — писатель (за большую государствообразующую работу, направленную на развитие украинской государственности и духовности украинского общества), художественно-исторические книги «Гетманич Орлик» и «Имена твои, Украина», созданные в последние годы;
2009 г. — Вербич Виктор Алексеевич — поэт, критик, публицист (за книги «под куполом общего неба» (2006), «инея видиво рассветное» (2007), «Карб единой дороги» (2008);
2010 г. Ольшевский Игорь Эдилович — писатель (за книги «зодиакальный свет», «Григорий Сковорода: миссия посланника» и «прятки во ржи»);
2013 г. — Коробчук Петр Иосифович — поэт (сборники стихов «Босса флейта»,"Архівотека");
2014 г. — Гребенюк Виктор Иванович — писатель (за сборник «Тетрамерон» и поэму «Европа. Луцк. 1429-й»);
2015 г. — Дмитрий Репюк — артист драмы Волынского академического областного украинского музыкально-драматического театра им. Т. Г. Шевченко (за актёрские роли Гамлета, Ромео спектаклях по пьесам Шекспира «Гамлет», «Ромео и Джульетта», Лаврина в спектакле «Кайдаши»);
2016 г. Клименко Александр Иванович — писатель (за активное участие в отечественном литературном процессе и издание романа «скрытая крепость» (2014).
2017 г. — Назарук Евгения Ивановна — поэтесса (за весомый личный вклад в исследование, изучение и популяризацию родного языка, издание книг «медуницы в декабре», «гостины в части речи»).
2018 г. — Пашук Елена Викторовна — поэтесса (за активное участие в отечественном литературном процессе та издание поэтичного сборника «Паранджа» (2017);
2021 г. — Мартынюк Николай Иванович — писатель (за перевод книжки Волковой Брониславы «Vitr na kolenou/Ветер на коленях» (2019) с чешского языка, а также за другие переводы с польского, болгарского и других языков).